# Championnat du Cap-Vert de football 2017
Navigation
Saison précédente Saison suivante
La saison 2017 du Championnat du Cap-Vert de football est la trente-huitième édition de la première division capverdienne, le Campeonato Nacional. Après une phase régionale qualificative disputée sur chacune des neuf îles habitées de l'archipel, les onze meilleures équipes et le tenant du titre disputent le championnat national, joué en deux phases :
- une phase de poules (trois poules de quatre équipes) dont les premiers et le meilleur second accèdent à la phase finale
- une phase finale à élimination directe (demi-finales et finale) en matchs aller et retour qui détermine le vainqueur du championnat

C’est le Sporting Clube da Praia qui remporte la compétition cette saison, après avoir battu le Futebol Clube de Ultramarina en finale nationale. Il s'agit du dixième titre de champion du Cap-Vert de l’histoire du club.

## Les clubs participants
- Île de Boavista :
  - Sport Sal Rei Club
- Île de Brava :
  - Sporting Clube da Brava
- Île de Fogo :
  - Vulcânicos Futebol Clube
- Île de Maio :
  - Clube Deportivo Onze Unidos
- Île de Sal :
  - Associação Académica do Sal
- Île de Santiago :
  - AJAC de Calheta (zone Nord)
  - Sporting Clube da Praia (zone Sud)
- Île de Santo Antão :
  - Paulense Desportivo Clube (zone Nord)
  - Associação Académica do Porto Novo (zone Sud)
- Île de São Nicolau:
  - Futebol Clube de Ultramarina
- Île de São Vicente:
  - Clube Sportivo Mindelense (tenant du titre)
  - Futebol Clube de Derby

## Compétition

### Phase de poules
Le barème utilisé pour établir le classement est le suivant :
- Victoire : 3 points
- Match nul : 1 point
- Défaite, forfait ou abandon : 0 point

| Rang | Équipe                       | Pts | J | G | N | P | Bp | Bc | Diff |  | Résultats (▼ dom., ► ext.)   | Ult | OUn | AJAC | Vul |
| ---- | ---------------------------- | --- | - | - | - | - | -- | -- | ---- |  | ---------------------------- | --- | --- | ---- | --- |
| 1    | Futebol Clube de Ultramarina | 13  | 6 | 4 | 1 | 1 | 11 | 6  | +5   |  | Futebol Clube de Ultramarina |     | 2-1 | 2-0  | 2-2 |
| 2    | Clube Deportivo Onze Unidos  | 11  | 6 | 3 | 2 | 1 | 9  | 6  | +3   |  | Clube Deportivo Onze Unidos  | 2-1 |     | 1-1  | 2-0 |
| 3    | AJAC de Calheta              | 5   | 6 | 1 | 2 | 3 | 7  | 11 | -4   |  | AJAC de Calheta              | 0-2 | 2-2 |      | 2-3 |
| 4    | Vulcânicos Futebol Clube     | 4   | 6 | 1 | 1 | 4 | 7  | 11 | -4   |  | Vulcânicos Futebol Clube     | 1-2 | 0-1 | 1-2  |     |

| Rang | Équipe                      | Pts | J | G | N | P | Bp | Bc | Diff |  | Résultats (▼ dom., ► ext.)  | Min | Aca | Sal | Pau |
| ---- | --------------------------- | --- | - | - | - | - | -- | -- | ---- |  | --------------------------- | --- | --- | --- | --- |
| 1    | Clube Sportivo MindelenseT  | 13  | 6 | 4 | 1 | 1 | 8  | 3  | +5   |  | Clube Sportivo MindelenseT  |     | 2-1 | 2-0 | 0-0 |
| 2    | Académica do Porto Novo     | 11  | 6 | 3 | 2 | 1 | 12 | 7  | +5   |  | Académica do Porto Novo     | 2-1 |     | 1-1 | 3-0 |
| 3    | Associação Académica do Sal | 5   | 6 | 1 | 2 | 3 | 6  | 10 | -4   |  | Associação Académica do Sal | 0-2 | 1-3 |     | 0-0 |
| 4    | Paulense Desportivo Clube   | 3   | 6 | 0 | 3 | 3 | 4  | 10 | -6   |  | Paulense Desportivo Clube   | 0-1 | 2-2 | 1-3 |     |

| Rang | Équipe                  | Pts | J | G | N | P | Bp | Bc | Diff |  | Résultats (▼ dom., ► ext.) | Pra | Der | SBr | SRe |
| ---- | ----------------------- | --- | - | - | - | - | -- | -- | ---- |  | -------------------------- | --- | --- | --- | --- |
| 1    | Sporting Clube da Praia | 14  | 6 | 4 | 2 | 0 | 8  | 1  | +7   |  | Sporting Clube da Praia    |     | 1-1 | 1-0 | 3-0 |
| 2    | Futebol Clube de Derby  | 10  | 6 | 3 | 1 | 2 | 7  | 5  | +2   |  | Futebol Clube de Derby     | 0-1 |     | 2-1 | 1-0 |
| 3    | Sporting Clube da Brava | 10  | 6 | 3 | 1 | 2 | 6  | 5  | +1   |  | Sporting Clube da Brava    | 0-0 | 2-1 |     | 2-1 |
| 4    | Sport Sal Rei Club      | 0   | 6 | 0 | 0 | 6 | 1  | 11 | -10  |  | Sport Sal Rei Club         | 0-2 | 0-2 | 0-1 |     |

- L'Associação Académica do Porto Novo se qualifie pour les demi-finales au titre de meilleur second.

### Phase finale
|  | Demi-finales                       | Demi-finales                       | Demi-finales            | Demi-finales            |                              |                              | Finale | Finale | Finale | Finale |
|  |                                    |                                    |                         |                         |                              |                              |        |        |        |        |
|  |                                    |                                    |                         |                         |                              |                              |        |        |        |        |
|  | Futebol Clube de Ultramarina       | Futebol Clube de Ultramarina       | 0                       | -                       |                              |                              |        |        |        |        |
|  | Futebol Clube de Ultramarina       | Futebol Clube de Ultramarina       | 0                       | -                       |                              |                              |        |        |        |        |
|  | Clube Sportivo Mindelense T        | Clube Sportivo Mindelense T        | 3                       | -                       |                              |                              |        |        |        |        |
|  | Clube Sportivo Mindelense T        | Clube Sportivo Mindelense T        | 3                       | -                       | Futebol Clube de Ultramarina | Futebol Clube de Ultramarina | 1      | 2      |        |        |
|  |                                    |                                    |                         |                         | Futebol Clube de Ultramarina | Futebol Clube de Ultramarina | 1      | 2      |        |        |
|  |                                    |                                    | Sporting Clube da Praia | Sporting Clube da Praia | 2                            | 3                            |        |        |        |        |
|  | Associação Académica do Porto Novo | Associação Académica do Porto Novo | Sporting Clube da Praia | Sporting Clube da Praia | 2                            | 3                            | 1      | 0      |        |        |
|  | Associação Académica do Porto Novo | Associação Académica do Porto Novo |                         |                         |                              |                              |        | 0      |        |        |
|  | Sporting Clube da Praia            | Sporting Clube da Praia            | 1                       | 1                       |                              |                              |        |        |        |        |
|  | Sporting Clube da Praia            | Sporting Clube da Praia            | 1                       | 1                       |                              |                              |        |        |        |        |

- La demi-finale aller, prévue le 27 juin, entre le Futebol Clube de Ultramarina et le Clube Sportivo Mindelense n'est pas joué, le stade du FC Ultramarina n'étant pas disponible. Elle doit être rejouée le 13 août, soit cinq semaines après le match retour, qui doit se disputer le 2 juillet. À la suite du forfait de Mindelense, Ultramarina obtient sa qualification pour la finale.

## Bilan de la saison
| Championnat du Cap-Vert de football 2017 |                                     |
| Champion                                 | Sporting Clube da Praia (10e titre) |
| Coupes et trophées                       |                                     |
| Vainqueur de la Coupe du Cap-Vert 2017   | Non disputée                        |
| Qualifications continentales             |                                     |
| Ligue des champions de la CAF 2018       | Aucun                               |
| Coupe de la confédération 2018           | Aucun                               |
| Promotions et relégations                |                                     |
| Promus en Campeonato Naçional            | Aucun                               |
| Relégués                                 | Aucun                               |